# Jean-Frédéric-Auguste Lemière de Corvey
Jean-Frédéric-Auguste Lemière de Corvey, né à Rennes le 3 août 1771 et mort à Paris le 24 avril 1832, est un compositeur, officier, écrivain et auteur dramatique français.

## Biographie
Jean-Frédéric-Auguste Lemière (parfois orthographié Le Mière, Le Mierre ou Lemierre) de Corvey naît le 3 août 1771 à Rennes,.
Il reçoit une éducation musicale à l'école de la maîtrise de la Cathédrale de sa ville natale, et commence à composer jeune, sans véritable formation académique, plusieurs ouvrages, dont un opéra, Constance, qui est représenté à Rennes en 1790,.
Engagé volontaire au sein d'un bataillon militaire républicain en Vendée, il se distingue, est nommé sous-lieutenant et rejoint Paris en 1792. Dans la capitale, il étudie l'harmonie auprès de Berton et compose plusieurs opéras-comiques tout en poursuivant une carrière militaire,.
Si en 1792 son opéra en un acte Les Chevaliers errants, représenté au théâtre Montansier, est peu remarqué, sa mise en musique l'année suivante d'un article du Journal du soir concernant la sommation faite au général Custine de rendre Mayence lui confère en revanche reconnaissance et succès.
Par la suite, Lemière de Corvey est aide de camp du général Thiébault, il fait donner à la scène plusieurs ouvrages, participe à plusieurs campagnes pour la République puis le premier Empire, est nommé chevalier dans l'ordre de la Légion d'honneur,.
En 1814, il est mis à la retraite au grade de lieutenant-colonel.
De retour à Paris en 1817 afin de se consacrer au théâtre, ses œuvres n'obtiennent que peu de succès et il est contraint de compléter sa pension militaire par des travaux de correction d'épreuves de musique,. 
Il meurt du choléra à Paris, dans une relative misère, le 24 avril 1832,.

## Œuvres
Officier sous la République et le premier Empire, écrivain militaire, outre vingt-trois opéras et opéras comiques, on lui doit aussi des musiques d'opéras et des compositions pour piano et pour harpe, ainsi que l'adaptation pour la scène française de deux opéras de Rossini (La Dame du lac et Tancrède, pour le théâtre de l'Odéon).

### Pour la scène
- 1790 : Constance, un acte, Rennes
- 1792 : Les Chevaliers errants, un acte, théâtre Montansier (20 mars 1792)
- 1793 : Crispin rival, un acte, théâtre Montansier
- 1793 : Le poëme volé, un acte, théâtre Montansier
- 1794 : La reprise de Toulon par les Français, fait historique, un acte, théâtre Favart (21 janvier 1974)
- 1794 : Andros et Almona, ou le Français à Bassora, comédie en trois actes, mêlée d'ariettes, avec Alexandre Duval et Louis-Benoît Picard, Théâtre de l'Opéra-Comique, 16 pluviôse, an 2 (5 février 1794) ; considéré comme son ouvrage le plus réussi[3],[1]
- 1794 : Le Congrès des rois, en collaboration avec plusieurs autres compositeurs (26 février 1794)
- 1795 : Les Suspects, comédie en un acte, mêlée d'ariettes, théâtre Louvois (19 mai 1795)
- 1795 : Babouc, en quatre actes, théâtre Feydeau
- 1795 : La blonde et la brune, un acte, théâtre Louvois
- 1796 : La moitié du chemin, trois actes, théâtre Louvois
- 1797 : La paix et l’amour, un acte, Lille (5 décembre 1797)
- 1798 : Les Deux Orphelines, comédie en un acte et en prose, avec Sewrin, théâtre Molière (26 mai 1798)
- 1798 : Les Deux Crispins ou Encore des jumeaux, opéra bouffon en un acte et en prose, théâtre Molière (16 juin 1798)
- 1798 : La Maison changée, un acte, théâtre Molière
- 1801 : Le porteur d’eau, un acte, en Province
- 1808 : Henri et Félicie, opéra comique en trois actes, en Province
- 1819 : Les Rivaux de village ou la Cruche cassée, opéra comique en un acte, théâtre de l'Opéra-Comique (Feydeau), 24 décembre
- 1825 : La Fausse croisade, deux actes, Opéra-Comique (Feydeau), 12 juillet
- 1825 : La Dame du lac, opéra héroïque en 4 actes, avec Jean-Baptiste-Rose-Bonaventure Violet d'Épagny et Auguste Rousseau, musique de Gioachino Rossini, Théâtre de l'Odéon, 31 octobre
- 1827 : Tancrède, d'après Rossini, théâtre de l'Odéon
- 1828 : Les Rencontres, trois actes, Opéra-Comique (Feydeau), 11 juin

### Autres compositions
- 1792 : La Révolution du 10 aoust 1792. Pot-pourri national, pour piano
- 1821 : La Porte-Feuille du Troubadour, recueil de romances
- une symphonie militaire, La Bataille de Jéna gagnée sur les Prussiens, trois œuvres de sonates pour piano et violon, une sonate pour piano à quatre mains, des sonates pour piano seul, sept pots-pourris pour piano, environ vingt œuvres de petites pièces de divers genres, plusieurs cahiers de contredanses, un trio pour harpe, cor et basson, des duos pour harpe et piano et plusieurs recueils de romances avec accompagnement de piano[3].

### Histoire militaire
- 1802 : Mon histoire ou la tienne : avec des notes historiques, avec Hyacinthe Dorvo
- 1823 : Des partisans et des corps irréguliers, contribution majeure à la théorie de la guérilla[7]
- 1823 : Mémoires militaires du baron Seruzier, colonel d'artillerie
- 1828 : Dieu, le Roi et l'Amour